# Club Baloncesto OAR Ferrol
El Club Baloncesto OAR Ferrol (OAR: Organización Atlética Recreativa) fou un club de bàsquet de la ciutat de Ferrol (Galícia).

## Història
El CB OAR va ser fundat l'any 1951. Ascendí per primer cop a Primera Divisió el 1979-80. Hi romangué fins al 1986-87, any en què baixà a Primera Divisió B. Després d'un any ascendí de nou a la lliga ACB. Problemes econòmics en la seva conversió en Societat Anònima provocaren el seu descens a categories inferiors i la seva final desaparició, l'any 1996.

## Palmarès

### Copa de Galícia
- 1988
- 1989
- 1990
- 1991
- 1993

## Trajectòria
Font:

### Lligues espanyoles
- 1979-80 Segona Divisió : 1 i ascens
- 1980-81 Primera Divisió : 9
- 1981-82 Primera Divisió : 8
- 1982-83 Primera Divisió : 11
- 1983-84 Lliga ACB : 7
- 1984-85 Lliga ACB : 11
- 1985-86 Lliga ACB : 12
- 1986-87 Lliga ACB : 16 i descens
- 1987-88 Primera Divisió B : 1 i ascens
- 1988-89 Lliga ACB : 9
- 1989-90 Lliga ACB : 19
- 1990-91 Lliga ACB : 21
- 1991-92 Lliga ACB : 10
- 1992-93 Lliga ACB : 15
- 1993-94 Lliga ACB : 15
- 1994-95 Segona Divisió
- 1995-96 Lliga EBA

### Competicions europees
- 1981-82 Copa Korac : Eliminat a vuitens de final
- 1982-83 Copa Korac : Eliminat a la primera ronda
- 1984-85 Copa Korac : Eliminat a quarts de final

## Jugadors destacats
- Manuel Saldaña
- Miguel Loureiro
- Manuel Aller
- José Antonio Figueroa
- Anicet Lavodrama
- Ricardo Hevia
- Miguel Maseda
- Lars Hansen
- Fernando Romay
- Ricardo Aldrey
- Óscar Cobelo
- Javier Vallejo
- Nate Davis
- Valentín Ruano
- Javier Casero
- Moncho Monsalve
- Otis Howard